# Mensenrechten in Tibet
De mensenrechten in Tibet vormen een controversieel politiek onderwerp.
Tot de regio Tibet behoren verschillende regio's in de Volksrepubliek China, zoals de gehele Tibetaanse Autonome Regio en Qinghai en regio's binnen Sichuan, Gansu en Yunnan. Tijdens de Culturele Revolutie vonden er grote schendingen plaats van de mensenrechten die niet uniek waren voor Tibet, maar plaatsvonden in geheel China. Verder heeft het betrekking op regio's buiten China, waarbij buitensporig overheidsoptreden voornamelijk in Nepal voorkomt.
Onder mensenrechten worden hoofdzakelijk de fundamentele mensenrechten verstaan, zoals in 1948 werden neergelegd in de Universele verklaring van de rechten van de mens.

## Tot halverwege de 20e eeuw

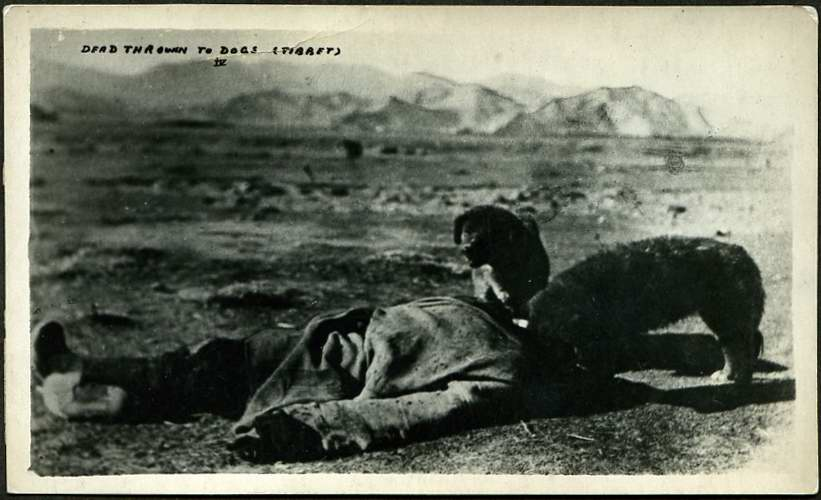
Doden die voor de honden werden gegooid, eerste helft 20e eeuw

De Tibetaanse samenleving was in de eeuwen tot halverwege de 20e eeuw streng hiërarchisch georganiseerd. Er was een vorm van lijfeigenschap en horigheid en zonder toestemming van de heer, mochten lijfeigenen het hof niet verlaten.
Er werden draconische straffen uitgedeeld door de regering van Tibet en op soms kleine vergrijpen kon een straf staan van al honderd zweepslagen. Andere straffen waren verminking van het lichaam, bijvoorbeeld door de ogen uit te steken of oren, neuzen, armen en benen af te snijden. Ook werden langzame martelmethoden uitgevoerd die uiteindelijk leidden tot de dood. Een voorbeeld hiervan is de stenen hoed: hierbij kreeg het slachtoffer steeds meer stenen op het hoofd gestapeld, totdat uiteindelijk de oogbollen uit de kassen plopten. Er bevonden zich onder het Potala kerkers en gevangenissen, waar onder meer Gendün Chöpel eind jaren 40 drie jaar gevangen zat.
Naar aanleiding van het oproer in Lhasa van 1750 werden 51 Chinese militairen en 77 Chinese burgers vermoord door een woedende menigte, als reactie op de moord van de regent van Tibet, Gyurme Namgyal, door de ambans Fucin en Labdon. De vertegenwoordiger van de Chinese keizer Qianlong uit het gebied Kokonor (huidig Qinghai), Bandi, bereikte Lhasa als eerste. Na een kort verhoor met toepassing van foltering kondigde hij de executie van de veertien belangrijkste opstandelingen af en de verbanning van anderen. Luciano Petech beschreef de executie als volgt:
Op 23 januari 1751 ... werden Lobsang Trashi en zes andere aanvoerders van de rebellie door middel van het snijden in stukken geëxecuteerd. Andere personen werden onthoofd of gewurgd. De hoofden van de geëxecuteerden werden op stangen geprikt en aan het publiek tentoongesteld. De overige aanvoerders werden verbannen en hun bezittingen ontnomen.
Francesco della Penna werd aanvankelijk in de eerste helft van de 18e eeuw nog goed ontvangen en gewaardeerd in Tibet vanwege zijn studie en kennis van de Tibetaanse cultuur en taal. Nadat hij echter twintig Tibetaanse mannen en vrouwen had bekeerd tot het christendom, die vervolgens de zegen weigerden van de zevende dalai lama Kälsang Gyatso bekoelde de relatie snel en werd hij het land uitgezet. Buitenlanders kregen daarna tijdens de verdere geschiedenis van de ontdekkingsreizen in Tibet steeds vaker te maken met Tibetaanse anti-gevoelens, waarbij er in sommige decennia er geen buitenlander in slaagde Lhasa nog te bereiken. Ook het grote aantal roversbendes die over de hoogvlakte zwierven, waren daar debet aan. Naast de vrees voor het verlies van hun religie, deden de verhalen de ronde dat indringers het hadden gemunt op de goudvoorraden. Ekai Kawaguchi werd bijvoorbeeld meerdere malen beroofd en bedreigd, voordat het hem lukte Lhasa te bereiken.
Een ander voorbeeld is van de Nederlandse protestants zendeling Petrus Rijnhart en zijn Canadese vrouw Susie Carson die eind 19e eeuw naar Tibet reisden. In 1898 overleed hun baby en toen Petrus op pad ging om hulp te zoeken bij inheemse Tibetanen, kwam hij van die tocht niet meer terug. Naast religie was er een grote vrees voor modernisering, wat onder meer een Britse expeditie in 1926 ervoer, toen zij onderweg waren met een lading elektrische machines naar Lhasa. De expeditieleden werden vermoord en hun vrachtwagens werden het ravijn ingeworpen. Elk gezin leverde eeuwenlang ten minste één kind aan een klooster.
Verder werden veel mensen de dupe door de corruptie van bepaalde geestelijken, onder wie de vijfde Reting rinpoche, Jampäl Yeshe Gyaltsen, die na zijn afzetting een opstand leidde in 1941, met veel doden tot gevolg. Hij overleed op zijn beurt in de gevangenis door vergiftiging. Op drie jaar na, bereikte tussen 1805 en 1898 verder geen dalai lama de volwassen leeftijd. Veel van deze dalai lama's wordt geen natuurlijke dood toegeschreven, maar wordt de doodsoorzaak gezocht in intriges en bedrog door de boeddhistische geestelijkheid in Lhasa en van de grote kloosters in Tibet of inmenging van ambans.

## Algemene situatie sinds 1950

### Aantallen doden
De Tibetaanse regering in ballingschap noemt een erg hoog aantal doden, dat sinds de invasie van Tibet in 1950-51 zou zijn omgekomen als gevolg van hongersnood en geweld door de Chinese autoriteiten, van 1,2 miljoen. Patrick French is een van de weinige, mogelijk de enige westerse historicus die in de archieven van de Tibetaanse regering in ballingschap heeft kunnen onderzoeken waarop dit aantal is gebaseerd. Hij kwam tot de conclusie dat de betreffende archieven onbruikbaar zijn. Hij sluit zich aan bij de voorzichtige conclusies van de Amerikaanse historicus Warren W. Smith. Die komt op basis van vooral demografisch onderzoek en gaten in die demografische opbouw tot de aanname dat er in Centraal-Tibet ruim 200.000 slachtoffers zijn gevallen en nog eens eenzelfde aantal in de gebieden ten oosten van de TAR. Er zouden dan in totaal ca. 400.000 Tibetaanse slachtoffers moeten zijn geweest. Warren W. Smith tekent daarbij aan dat de meerderheid van de Tibetaanse slachtoffers in de gebieden ten oosten van de TAR het gevolg zijn van de hongersnood tijdens de periode van de Grote Sprong Voorwaarts (1960-1963), die in heel China naar schatting 30 tot 40 miljoen hongerdoden heeft geëist.

### Martelmethoden

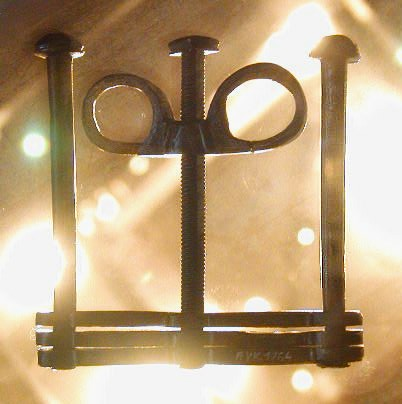
Europese duimschroef

De meest voorkomende martelmethoden zijn misbruik van handboeien, voetboeien en duimschroeven; het toedienen van elektriciteit met een stroomstootwapen; ophanging aan op de rug vastgebonden handen in combinatie met voetverbranding door kolen of chilipoeder onder de voeten aan te steken; blootstelling aan extreme koude of warme temperaturen; zwaar lichamelijke dwangarbeid; inzet van vechthonden; seksuele dwang; opsluiting in een isoleercel; het tonen van video's van foltering van andere gevangenen; urineren in de mond; gedwongen afname van bloed en ander lichaamsvocht; afranseling; en andere marteltechnieken.

### Lange gevangenisstraffen
De langst zittende gevangene is Takna Jigme Sangpo. Hij bracht bij elkaar 32 jaar door in drie verschillende werkkampen en gevangenissen en werd bijvoorbeeld in 1983 veroordeeld voor het ophangen van twee posters met de tekst Chinese indringers moeten terug naar China en Tibet behoort aan de Tibetanen, met als aanklacht het verspreiden van en ophitsen met contrarevolutionaire propaganda. Doordat hij Vrij Tibet! riep tijdens een bezoek van een delegatie van het Internationaal Comité van het Rode Kruis met de Zwitserse ambassadeur, werd zijn straf verhoogd met nogmaals acht jaar.

### Religieuze inperking

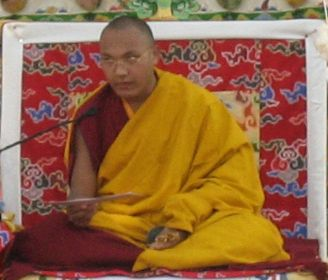
Karmapa Orgyen Trinley Dorje vluchtte naar India voor onderwijs

Lama's van hoog niveau bevinden zich grotendeels in het buitenland, waardoor de kwaliteit van het boeddhistisch onderwijs als gevolg van de Tibetaanse diaspora laag is. Daarnaast was het examen tot Geshe Lharampa gedurende zestien jaar afgeschaft, tot 2004, naar aanleiding van de opstanden tussen 1987-1993. Karmapa Orgyen Trinley Dorje, een van de invloedrijkste religieuze personen in het Tibetaans boeddhisme, vluchtte in 1999 naar India. De verklaring die hij gaf over de redenen die hem tot die keuze hadden gebracht, was de Chinese regeringscontrole op al zijn werk en bewegingen en de afwijzing van de Chinese autoriteiten om voor religieuze studie naar India te reizen. Ook is de controle over de zoektochten naar geïncarneerde lama's een routinematig proces voor de regering, die zowel in het geval van de karmapa als in het geval van de pänchen lama een eigen kandidaat aanwees. De Tibetaanse pänchen lama-kandidaat Gendün Chökyi Nyima is om die reden sinds mei 1995 vermist.

## Tot de dood van Mao (tot 1976)
Vanaf de jaren van de invasie van Tibet in 1950-51, daarna de opstand in Tibet van 1959 en de erop volgende exodus van onder meer de dalai lama en zijn regering tot en met de Culturele Revolutie (1966-1976), kwam Tibet terecht in een oplopende spiraal van humane en religieuze onderdrukking, met als gevolg vernietiging van duizenden kloosters en de teloorgang van een groot deel van het religieuze leven en de menselijke waarde.
Daarnaast had de centraal geleide economie van het maoïsme catastrofale gevolgen voor de voedselproductie en overleden tijdens de periode van de Grote Sprong Voorwaarts (1960-1963) tien- tot honderdduizenden Tibetanen als gevolg van hongersnood; in geheel China waren het naar schatting 30 tot 40 miljoen slachtoffers.

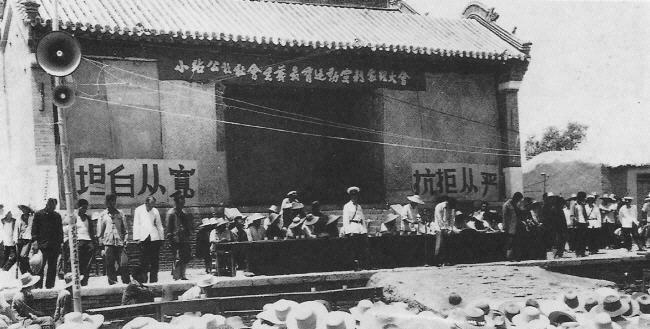
Strijdbijeenkomst

Berucht voor en tijdens de Culturele Revolutie waren de strijdbijeenkomsten (Tibetaans: thamzing) die ervoor dienden de publieke opinie te vormen en politieke rivalen of klassenvijanden te vernederen, te vervolgen en/of uit te schakelen. In de jaren 50 zette de communistische regering arme boeren aan om met geweld land in te nemen. Landeigenaren werden betiteld als de uitbuitende klasse (剥削阶级, bōxuē jiējí) en rond twee miljoen van hen werd ter dood gebracht tijdens deze strijdbijeenkomsten. Tijdens de Culturele Revolutie vanaf midden jaren 60 werden talrijke strijdbijeenkomsten uitgevoerd door de Rode Gardes, waardoor miljoenen Chinezen het leven lieten tijdens de sessies zelf of erna in gevangenissen. Na de dood van Mao Zedong en het aantreden van Deng Xiaoping in 1978 kwam er een verbod op de strijdbijeenkomsten en verschillende andere gewelddadige campagnes die waren ontwikkeld tijdens het bewind van Mao.

### Internationale Commissie van Juristen
Het resultaat van een onderzoek door de Commisie van Gerechtelijk Onderzoek van de Internationale Commissie van Juristen werd in augustus 1960 in Genève openbaar gemaakt. 'Opnieuw stelden de juristen zich geheel op het standpunt van de Tibetanen. China, zo verklaarde men, had zestien artikelen van de Universele Verklaring van de Rechten van de Mens geschonden en zich schuldig gemaakt aan volkerenmoord' (genocide).

### VN resolutie van 1965
De Verenigde Naties namen in 1965 een resolutie over Tibet aan. Daarin werd 'duidelijk gesteld dat de bezetting door China gekenmerkt werd door 'Moordpartijen, aanrandingen en willekeurige opsluitingen; martelingen en gewelddaden, en op grote schaal onmenselijke en onterende behandeling van Tibetanen'.

## Ommekeer (rond 1978)
Na de dood van Mao Zedong gooide Peking het roer om en gaven de Chinese leiders verschillende fouten toe. Langzaamaan werden enkele kloosters herbouwd en werden er economische hervormingen doorgevoerd. Deze hervormingen leidden elders in China tot spectaculaire successen, maar hadden een averechts effect op Tibetanen die de nieuwe tactiek van de kolonisator zagen als een verandering van culturele onderdrukking naar economische marginalisatie.

### Delegatie van 1979
Na een heropvoedingsprogramma van veertien jaar kwam de tiende pänchen lama Lobsang Trinley Chökyi Gyaltsen weer vrij en nu verklaarde hij dat de levensstandaard van de Tibetanen met een veelvoud was verbeterd ten opzichte van de periode voor de Chinese bezetting. De dalai lama was van deze uitspraken onder de indruk en vroeg China de Tibetanen in ballingschap in de gelegenheid te stellen familie in Tibet te bezoeken. Peking gaf gehoor aan zijn verzoek en verschillende delegaties gingen naar Tibet, waaronder op 2 augustus 1979 een delegatie van vijf Tibetanen onder leiding van zijn broer Gyalo Döndrub en een delegatie begin april 1982 met minister Juchen Thubten Namgyal en parlementsvoorzitter Lodi Gyari. De bezoeken hadden veel weg van vreugdefeesten en de bevolking voelde het als een begin van het einde van de bezetting.
De vijf leden van de delegatie van 1979 kwamen met honderden filmrolletjes, veel bandjes met gesprekken en algemene informatie terug. Ook brachten zij meer dan 7000 brieven mee van Tibetanen aan hun familie in ballingschap, voor het eerst in meer dan twintig jaar. Zij brachten ook indrukken uit het 'nieuwe' Tibet mee, die zeer negatief waren. Ze zagen overal 'bewijzen van de meedogenloze en systematische pogingen van de Chinezen om onze eeuwenoude cultuur te vernietigen'. Naast verhalen over jaren van hongersnood en massale sterfte en openbare executies, de 'grove en walgelijke schending van mensenrechten': afvoeren van kinderen naar werkkampen of naar China om te worden 'opgevoed'; het gevangen nemen van onschuldige burgers; 'de dood van duizenden monniken en nonnen in concentratiekampen'. Er waren tientallen foto's van in puin geslagen kloosters of kloosters die in graanopslagplaatsen, fabrieken of veestallen waren veranderd. De Chinese autoriteiten stonden voor geen enkele vorm van kritiek open. De delegatie ontmoette in Peking de panchen lama. Hij was door de Chinezen met grote wreedheid behandeld en liet de vijf delegatieleden zijn littekens zien, die hij door martelingen had opgelopen. Hij weigerde in 1962 de plaats van de gevluchte dalai lama als voorzitter van de PCART in te nemen. Toen hij een lange brief met klachten aan Mao schreef, werd hij uit zijn ambt ontheven. In 1964 mocht hij zich tijdens Monlam rehabiliteren. Hij verklaarde 'tot stomme verbazing van de Chinezen' dat 'de Dalai Lama de ware leider van het Tibetaanse volk was en hij eindigde zijn rede met de juichkreet: 'lang leve de Dalai Lama' '. Daarop werd de panchen lama gearresteerd, onder huisarrest gesteld en in de meest zwaarbewaakte gevangenis van China gevangen gezet. Daar werd hij aan hevige martelingen en aan 'politieke heropvoeding' onderworpen. Meer dan eens probeerde hij zich uit ellende 'van het leven te beroven'. 
Het volgende komt uit de autobiografie van de veertiende dalai lama Tenzin Gyatso, Vrijheid in ballingschap (1990), over de bevindingen van de delegatie van 1979:
- Economie. De Tibetanen hadden er geen enkel voordeel van dat de economie van het land totaal veranderd was en er meer was van alles. 'Alle artikelen waren in handen van de Chinezen'. Alles wat de fabrieken produceerden ging naar China. De Chinezen hadden geen oog voor de grote schade die de fabrieken aan de omgeving veroorzaakten. Hetzelfde gold voor de elektriciteitscentrales: de Chinese wijken in de steden waren overvloedig verlicht, maar in het Tibetaanse gedeelte moest men het stellen met hooguit 'één 15 of 20 watt lampje' in de kamers. Die brandden niet vaak, vooral in de winter werd elektriciteit aan de Tibetaanse wijken onttrokken, 'om het grotere verbruik elders in de stad op te vangen'.
- Landbouw. In plaats van de traditionele gerst, moest er van de Chinezen wintertarwe gezaaid worden, want de Chinezen eten tarwe en geen gerst. Na een paar zeer rijke oogsten door nieuwe intensieve landbouwmethoden, volgden jaren van hongersnood. Dat kwam doordat het 'dunne, kwetsbare, vruchtbare laagje' Tibetaanse grond niet bestand was 'tegen deze grove manier van bodemexploitatie, en het gevolg was dan ook een snelle erosie, die kilometers lange woestijnen deed ontstaan'.
- Bos. 'Naar schatting zijn er sinds 1955 bijna vijftig miljoen bomen gekapt en vele duizenden hectaren land van alle vegetatie ontdaan.'
- Veeteelt. De veeteelt nam drastisch toe, op sommige plaatsen met een tienvoud. Op andere plaatsen is geen weidegrond meer, waardoor 'hele ecologische systemen kapot zijn gemaakt'. De eens zo talrijke kudden kyang (wilde ezels), drong (wilde jaks) en herten verdwenen totaal. Enorme vluchten ganzen en eenden 'worden nooit meer waargenomen'.
- Gezondheidszorg. In het aanzienlijk toegenomen aantal ziekenhuizen werd 'openlijke discriminatie bedreven ten gunste van de immigrantenbevolking'. Tibetaanse 'vrijwilligers' leverden bijvoorbeeld bloedtransfusies voor Chinezen.
- Onderwijs. Er waren meer scholen, maar het onderwijs  was totaal veranderd en 'verdraaid om  de Chinezen in een goed daglicht te stellen. (..) Alle eindexamens, ook voor de Tibetanen, werden afgenomen in het Chinees. men zei dat de Tibetaanse taal 'binnen vijftien jaar' uitgeroeid zou zijn.' Veel scholen dienden als 'werkkampen voor kinderen'. De 'ongeveer vijftienhonderd' intellectueel veelbelovende kinderen werden naar China gestuurd, ter bevordering van de 'eenheid'.
- Communicatie en transport. Er waren meer wegen en vervoer, maar 'gewone Tibetanen mochten zich echter alleen met toestemming verplaatsen.
- Consumptie. Slechts een handjevol Tibetanen kon zich consumptiegoederen veroorloven. De 'grote meerderheid leefde in erbarmelijke en troosteloze armoede'. Voedselrantsoenen waren krap: men kon twintig dagen toe met een rantsoen voor dertig dagen. 'Als het op was konden de mensen bladeren of gras gaan eten'. Overal waar de delegatieleden kwamen zagen ze de plaatselijke bevolking 'kromgegroeid' door ondervoeding en 'letterlijk gekleed in lompen'.
- Belasting. De Tibetanen werden zwaar belast. Men noemde het 'huur' of iets dergelijks. Zelfs nomaden moesten betalen  voor hun 'hachelijke bestaanswijze'.
- Cultuur. De Tibetaanse cultuur werd op grove wijze onderdrukt. Er mochten bijvoorbeeld alleen politieke lofzangen op Chinese melodieën worden gezongen. 'De religie was uitgebannen en duizenden kloosters van monniken en nonnen waren ontheiligd' op zeer systematische wijze. De waardevolle inhoud verdween naar China. mensen uit de plaatselijke bevolking werden gedwongen 'hun minachting te tonen' voor de oude samenleving en de 'corrupte' monniken.
- Bevolkingsgroei. De Tibetaanse bevolking mocht niet verder groeien. 'Tibetaanse echtparen werd verboden meer dan twee kinderen te hebben.' Overtreders werden naar de 'slagerij' in Gyantse gestuurd waar zwangere vrouwen werden geaborteerd en gesteriliseerd. Veel vrouwen werden gedwongen tot geboortebeperking en moesten 'primitieve inwendige voorbehoedsmiddelen' gebruiken.
- Kernwapens. China heeft 'ten minste een derde van haar kernwapens op Tibetaanse bodem' gestationeerd.
- Mijnbouw. Met hun mijnbouw hebben de Chinezen 'grote gebieden in het land in het wilde weg blootgesteld aan radioactief afval.
- Werkkampen. In Amdo in het noordoosten 'ligt het grootste werkkamp dat ooit door mensen aanschouwd is; volgens sommigen schattingen groot genoeg om tien miljoen gevangenen te werk te stellen.'
- Immigratieprogramma. Door het massale immigratieprogramma overtreft de Chinese bevolking in Tibet de Tibetanen ruim in aantal. De Tibetanen verkeren in het grote gevaar 'in hun eigen land gereduceerd te worden tot een toeristische attractie'.

### Opstand in Tibet  (1987-1993)
De autoriteiten in Peking spraken echter van separatisme en verwierpen de oproepen van de dalai lama tot dialoog. In Lhasa bezielde hij de vrijheidsdroom en ontketende daarmee de opstand in Tibet (1987-1993). Op 28 januari 1989 overleed de inmiddels weer mondigere pänchen lama volgens de officiële lezing aan een hartstilstand. Enkele dagen ervoor had hij een rede gehouden over de talrijke fouten die de Chinese autoriteiten hadden begaan in Tibet. De in twijfel getrokken doodsoorzaak mondde uit tot een climax van de rellen in de eerste helft van 1989 die het Chinese bestuur neersloeg met veel doden tot gevolg. In juni 1989 volgde in Peking zelf het Tiananmen-protest. Toen de regering ook dit protest bloedig neersloeg, kwam er een einde aan de opening naar meer vrijheid in Tibet.

### Nobelprijs voor de Vrede
De dalai lama ontving in 1989 de Nobelprijs voor de Vrede als waardering voor zijn streven naar een vreedzame oplossing. Voor Peking betekende dit een politieke erkenning van de belichaming van het verafschuwde en gevreesde separatisme. In de loop van de jaren 90 werd een groot aantal Tibetaanse organisaties in ballingschap opgericht in alle uithoeken van de wereld, die naast het verspreiden het Tibetaans boeddhisme eveneens zorgden dat via allerlei wegen de Tibetaanse kwestie op de agenda's van regeringen werd gezet, tot onrust van de Chinese regering.

## Situatie begin jaren 2000
Op 8 maart 2006 werd een rapport uitgebracht door het Bureau of Democracy, Human Rights, and Labor Affairs dat deel uitmaakt van het Amerikaanse ministerie van Buitenlandse Zaken. De Verenigde Staten erkennen dat Tibet deel uitmaakt van de Volksrepubliek China en het rapport was de bijlage van het China Country Report on Human Rights Practices for 2005. Het rapport schrijft onder meer over beroving van het leven, marteling, omstandigheden in de gevangenissen, willekeurige gevangenneming, politieke gevangenen, recht op een eerlijk proces, godsdienstvrijheid, vrijheid om te reizen, etnische minderheden in China en de bescherming van cultureel erfgoed.
Volgens het Amerikaans ministerie van Buitenlandse Zaken is het unieke religieuze, culturele en taalkundige erfgoed in de Tibetaanse gebieden en de bescherming van de mensenrechten van het Tibetaanse volk in 2005 nog steeds van grote zorg. Volgens het rapport maakt de strikt gecontroleerde informatie over Tibet en toegang tot de regio het moeilijk de exacte omvang van de schendingen van de mensenrechten vast te stellen. Daarbij rapporteert de Chinese regering nauwelijks over mensenrechten in het gebied en is de repressie hoog. Ook zien de Chinese autoriteiten de veertiende dalai lama met achterdocht aan en associëren ze het Tibetaans boeddhisme met sympathie voor onafhankelijkheid van Tibet.

### Beroving van het leven en levenslange gevangenisstraf
In Tibet worden mensen om politieke redenen van het leven beroofd, terwijl internationale verzoeken om een onderzoek in te stellen worden genegeerd door de Chinese autoriteiten. Een voorbeeld hiervan was de monnik Ngawang Jangchub, die in 2005 op 28-jarige leeftijd dood werd aangetroffen in het klooster Drepung, nadat hij had geweigerd de dalai lama te veroordelen.
Een terdoodveroordeling die veel aandacht trok, was van Tenzin Delek Rinpoche en Lobsang Dhondup, die werden verdacht van een bomaanval in Chengdu (Sichuan) op 3 april 2002. Dhondup werd vrijwel onmiddellijk geëxecuteerd. De doodstraf voor Tenzin Delek werd uitgesteld en in 2005 omgezet naar levenslange opsluiting, omwille van zijn bekendheid en de grote druk die werd uitgeoefend binnen en buiten Tibet.

### Marteling
In Tibet overlijden begin 21e eeuw nog elk jaar gevangenen aan marteling. Straffen volgen bijvoorbeeld wanneer gevangenen zich onvoldoende loyaal tonen aan de staat. Verhalen hierover bereiken het westen vooral, nadat Tibetanen na gevangenschap het Westen weten te bereiken. Enkele voorbeelden zijn Ngawang Sangdröl en Püntsog Nyidron van de groep veertien Zingende nonnen uit de gevangenis van Drapchi in Lhasa, die een jarenlange gevangenisstraf uitzaten vanwege protesten tegen het Chinees bestuur.

### Omstandigheden in de gevangenissen
De omstandigheden van de Tibetaanse gevangenissen, detentiecentra en centra voor heropvoeding door werk zijn vergelijkbaar met die in andere regio's in de Volksrepubliek China. Er is sprake van verplicht, vaak zwaar werk. Naar Chinees recht mag van gevangenen verlangd worden dat ze tot 12 uur per dag werken met één rustdag per twee weken, hoewel deze richtlijnen niet altijd opgelegd worden. De informatievoorziening aan naasten is meestal niet geregeld, ook niet in geval van gevangenneming, noch in het geval van het overlijden van een gevangene.

### Willekeurige gevangennemingen en intimidatie
Er zijn veel berichten van gevangennemingen die in verband staan met naar westerse maatstaven onschuldige incidenten, zoals het filmen van een ceremonie ter ere van de dalai lama, het publiceren van politiek gevoelige gedichten en het verspreiden van protestbrieven op markten en in kloosters. Zo werd bijvoorbeeld Chadrel Rinpoche gedurende zes jaar en zes maanden gevangengezet, vanwege het uitlekken van informatie over de selectie van de Chinese kandidaat voor elfde pänchen lama, Gyancain Norbu. In het algemeen zijn aanklachten geformuleerd als het in gevaar brengen van de nationale veiligheid en het aanbrengen van schade aan de nationale eenheid. Vaak wordt er geen aanklacht vermeld, ook niet nadat iemand na enkele weken weer wordt vrijgelaten.
Tijdens de herdenking van de 40e verjaardag in 2005 van de oprichting van de Tibetaanse Autonome Regio werden een aantal voormalige politieke gevangenen en verdachten uit voorzorg gedurende enkele weken gevangengezet, terwijl er geen aanklachten werden geformuleerd. Dichteres en blogger Woeser werd na het publiceren van foto's van patrouillerende militairen onder huisarrest geplaatst tijdens de opstand in Tibet (2008) in maart 2008 en werd daarna tijdens een bezoek aan Lhasa in augustus 2008 dusdanig geïntimideerd, dat ze haar reis na enkele dagen afbrak en terugkeerde naar Peking. Een afscheidsfeest waar ze veel vrienden en familie voor hadden uitgenodigd, werd amper bezocht uit angst voor mogelijke represailles.

### Politieke gevangenen
Onderzoek naar mensenrechtenschendingen wordt bemoeilijkt door de beperkte toegang die de Chinese autoriteiten bieden aan buitenlandse delegaties of onafhankelijke organisaties. Hierdoor is niet precies vast te stellen om hoeveel politieke gevangenen het precies gaat in Tibet en wat de omvang precies is van de mishandelingen die plaatsvinden. Volgens de Congressional Executive Commission on China Political Prisoner Database (CECC PPD) daalde het aantal Tibetaanse politieke gevangenen van 145 naar 117 in 2004 en was 65% van hen monnik of non. Het merendeel van hen werd verdacht van contrarevolutie, dat in 1997 uit het strafrecht werd gehaald, maar wel van kracht is gebleven voor gevangenen die ervoor waren berecht. Hiertoe zijn geen Tibetanen gerekend die in de kampen voor heropvoeding door werk zijn ondergebracht of andere programma's van administratieve detentie die niet onder juridisch toezicht staan.

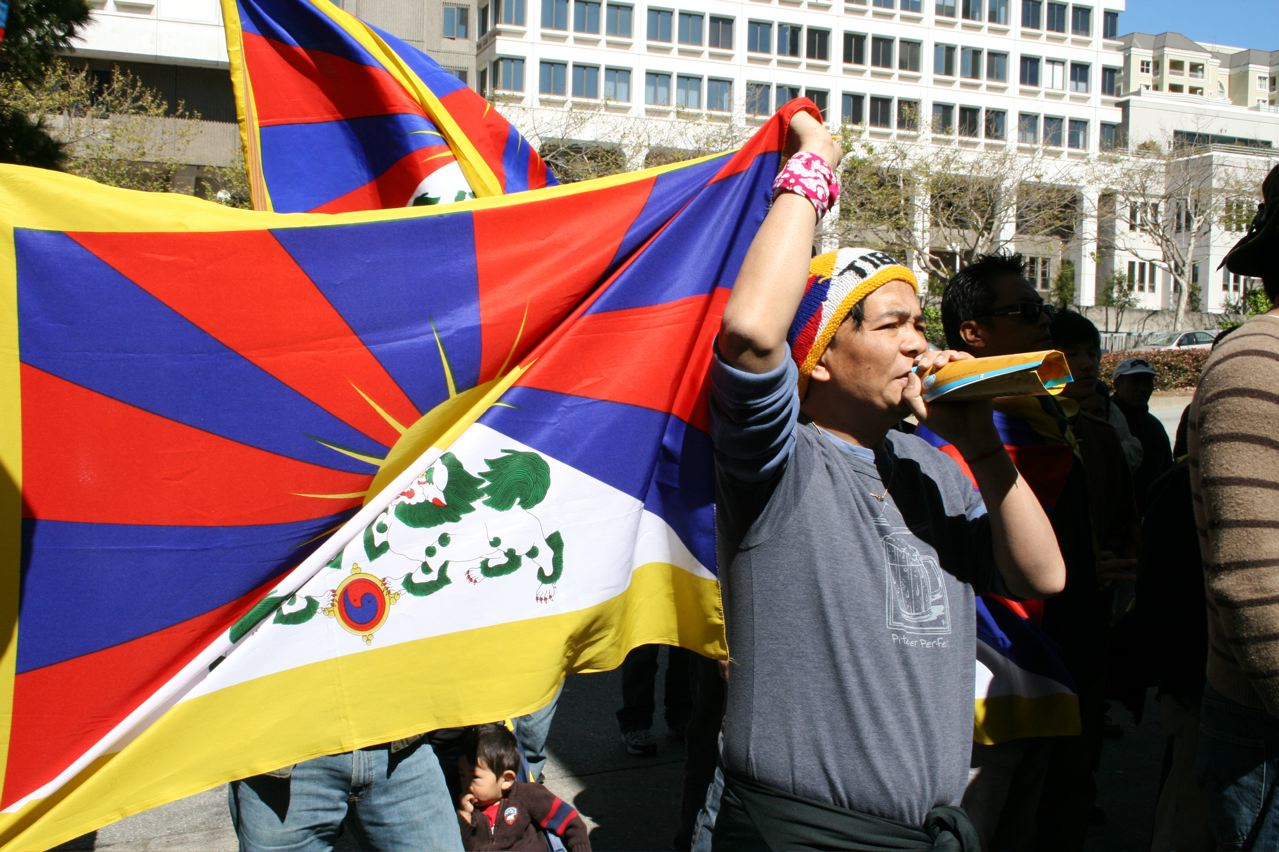
Op zwaaien met de Vlag van Tibet staat 15 jaar gevangenisstraf

Niettemin worden sinds 1997 strenge straffen uitgedeeld die vallen onder de noemer politieke activiteiten. Zo werden Lobsang Khedrub en Gyalpo in februari 2004 voor een tijd van 11 jaar vastgezet omdat ze de verboden vlag van Tibet hadden gehesen. Hetzelfde jaar werd Choeden Rinzen gearresteerd voor het in bezit hebben van een foto van de dalai lama en een Tibetaanse vlag en werden Nyima Tenzen en Sonam Nyidup vastgezet, omdat ze pro-onafhankelijkheidsleuzen hadden geroepen in een bar. Monniken die gevangen hebben gezeten, worden daarna niet meer toegelaten tot een klooster.

### Ontbreken van eerlijk processen
Begin van de 21e eeuw is er net als ervoor nog geen recht op een eerlijk proces, betreffende de juridische bescherming van Tibetanen die in bewaring zijn genomen, noch in implementatie, noch in een ontwerpfase. Hoewel er wel negen hulpcentra zijn in de Tibetaanse Autonome Regio, wordt hier geen hulp geboden in het Tibetaans. Sommige veroordeelden hadden geen toegang tot juridische vertegenwoordiging. Andere rechtszaken werden afgehandeld door onervaren rechters of werden vluchtig afgewerkt, indien er sprake was van staatsveiligheid. Voor het in gevaar brengen van de staatsveiligheid of een poging tot opdelen van het land staan gevangenisstraffen van 15 tot 20 jaar, ook wanneer daar geen geweld bij werd gebruikt.

### Godsdienstvrijheid
In Tibet is er een grote intolerantie van de overheid ten opzichte van het Tibetaans boeddhisme, dat Chinese autoriteiten geregeld vaak in verband brengen met sympathie voor onafhankelijkheid van Tibet. Dit ondanks het feit dat de dalai lama eind jaren 80 aangaf niet meer te streven naar onafhankelijkheid, maar te streven naar het principe van de middenweg, waarmee hij betekenisvolle autonomie bedoelt. De beperking van de godsdienstvrijheid is in tegenstelling tot het witboek over de regionale etnische autonomie in Tibet, waarin staat beschreven: Tibet geniet volledige godsdienstvrijheid. Desondanks houden de autoriteiten vast aan een strakke controle op de beoefening van religie en religieuze plaatsen. Dit is in het bijzonder het geval, wanneer Tibetanen eer betonen aan de dalai lama.

In 2004 hielden 615 Tibetaanse boeddhistische religieuze personen posities in de lokale overheidsraden, die zich moesten schikken in het atheïstische reglement en opleiding van de Communistische Partij van China. De sfeer rondom religieuze vrijheid verschilt echter van regio tot regio. Han-Chinese monniken krijgen in het algemeen geen toestemming om in de Tibetaanse Autonome Regio religieuze studie op te pakken en hetzelfde geldt voor Tibetanen in de andere regio's van China. Ook mogen er interregionaal geen banden tussen verschillende kloosters worden onderhouden. Officieel is het bezit van een foto van de dalai lama niet meer strafbaar in 2005, maar in de praktijk wordt het opgevat als een uiting van separatisme. Ook zijn er huiszoekingen bekend waarbij foto's en geschriften van de dalai lama werden geconfisqueerd. Foto's van de Tibetaanse kandidaat voor de pänchen lama, Gendün Chökyi Nyima zijn nog altijd wel verboden.
Volgens het Chinese witboek van 2004 telt de Tibetaanse Autonome Regio 1700 centra voor boeddhistische activiteiten en 46.000 monniken, cijfers die vergelijkbaar zijn met 1996, hoewel onafhankelijke tellingen een sterke daling rapporteerden. Buiten de TAR geeft het witboek een aantal van 1535 kloosters. Volgens de regering zou er geen limiet meer zijn aan het aantal monniken dat studeert aan de grote kloosters. Niettemin werd hier in de praktijk geen uitvoering aan gegeven en werd het steunen van bijvoorbeeld de wederopbouw van kloosters verschillende malen geïnterpreteerd als een steunbetuiging aan Tibetaanse onafhankelijkheid. Ook werden andere beperkende wetten ingevoerd zoals een minimum kloosterleeftijd van 18 jaar, terwijl kinderen in Tibet altijd op jonge leeftijd tot een klooster toetraden. Ook hield de regering het dagelijks management en toezicht in de kloosters.

### Vrijheid om te reizen
De Chinese overheid past een strikte vrijheid om te reizen toe op Tibetanen, in het bijzonder voor wie in de Tibetaanse Autonome Regio en in landelijke gebieden woont. Er gelden strengere regels voor Tibetanen dan voor andere Chinezen om naar het buitenland te reizen. Ook buitenlandse reizen zijn gereguleerd, al is dit sinds 1989 met pieken en dalen sterk versoepeld, vooral voor reizigers die via officiële reisbureaus boekten. Ondanks toezeggingen in 2004 dat toeristen onbeperkt konden reizen naar de 70 verschillende arrondissementen van Tibet, bleven in de praktijk nog veel beperkingen van kracht, vooral rondom gevoelige herdenkingsdagen. Ook wordt met scherp geschoten op vluchtende pelgrims naar Nepal. Een bekend voorbeeld hiervan is een beschieting op Nangpa La in 2006 die door een bergbeklimmer op camera werd vastgelegd en wereldwijd op nieuwsuitzendingen werd getoond. Volgens Radio Free Asia vluchtten begin 21e eeuw nog steeds drie- tot vierduizend Tibetanen per jaar uit China.

### Etnische minderheden in China
Volgens de volkstelling van China in 2000 woonden 2,4 miljoen Tibetanen in de Tibetaanse Autonome Regio en 2,9 miljoen in andere regio's in de Volksrepubliek China. Volgens officiële cijfers was in 1990 4% en in 2000 6% van de bevolking niet-Tibetaans. Tot deze cijfers zijn echter geen Han-Chinezen gerekend die langdurig in Tibet wonen als communistisch kaderleden, vakkrachten, werklui, militairen en paramilitairen en hun familieleden. Het platteland van de TAR bestaat nog steeds voor rond 98% uit etnische Tibetanen. Volgens een regeringsfunctionaris wonen in het arrondissement Lhasa 100.000 Han-Chinezen op een populatie van ongeveer 409.5000 inwoners. Volgens ooggetuigen zou Lhasa al voor de meerderheid bestaan uit Han-Chinezen. De detailhandel en horeca worden voor het grootste deel gedomineerd door Han-Chinezen.
Niet-Tibetaanse migranten kwamen onder meer door gunstige regelingen van de regering met een overweldigende grote groep naar de steden in Tibet. Met het beleid voor familieplanning werd toegestaan om drie kinderen te hebben aan andere etnische groepen dan Tibetanen in de steden, leden van de Communistische Partij en Tibetanen op het platteland. Volgens officiële cijfers zou 70% van al het overheidspersoneel bestaan uit Tibetanen. Niettemin hebben Han-Chinezen de sleutelposities in handen. Sommige Tibetanen klagen dat ze minder verdienen dan Han-Chinezen, dat ze minder toegang hebben tot leningen om een eigen zaak te openen en dat ze minder toegang hebben tot de arbeidsmarkt omdat daar hoofdzakelijk Chinees wordt gesproken.

### Cultureel erfgoed
Het analfabetisme lag in 2000 met 47,5% onder Tibetanen fors hoger dan het Chinese gemiddelde van 9,1%. Wat betreft het basisonderwijs zijn de cijfers tussen Tibetanen en andere etnische groepen vergelijkbaar, hoewel in nomadische gebieden kinderen niet meer dan rond drie jaar onderwijs krijgen. Niettegenstaande is het analfabetisme van 95% in 1959 gedaald naar 22% onder jongeren en jongvolwassenen in 2004. Dit percentage is echter wel hoger dan in de andere gebieden. Inmiddels is het aantal Tibetaanse scholen waar Tibetaans wordt onderwezen sterk uitgebreid. Op de meerderheid van de middelbare scholen en in het hoger onderwijs wordt les in het Chinees gegeven, met in sommige gevallen les in Tibetaanse literatuur en cultuur. Het lesmateriaal loopt langs de ideologie van de Communistische Partij. Hoewel de zenders van Voice of America en Radio Free Asia geregeld gestoord worden, zijn Tibetanen van tijd tot tijd in staat deze zenders te beluisteren.
Tijdens de Culturele Revolutie zijn veel Tibetaanse kloosters verwoest. Ondanks de pogingen van de regering in de decennia nadien om kloosters te herstellen, wordt dit aan de andere kant tegengewerkt door sociale en politieke controlemechanismes.

## Explosie van protest (2008)

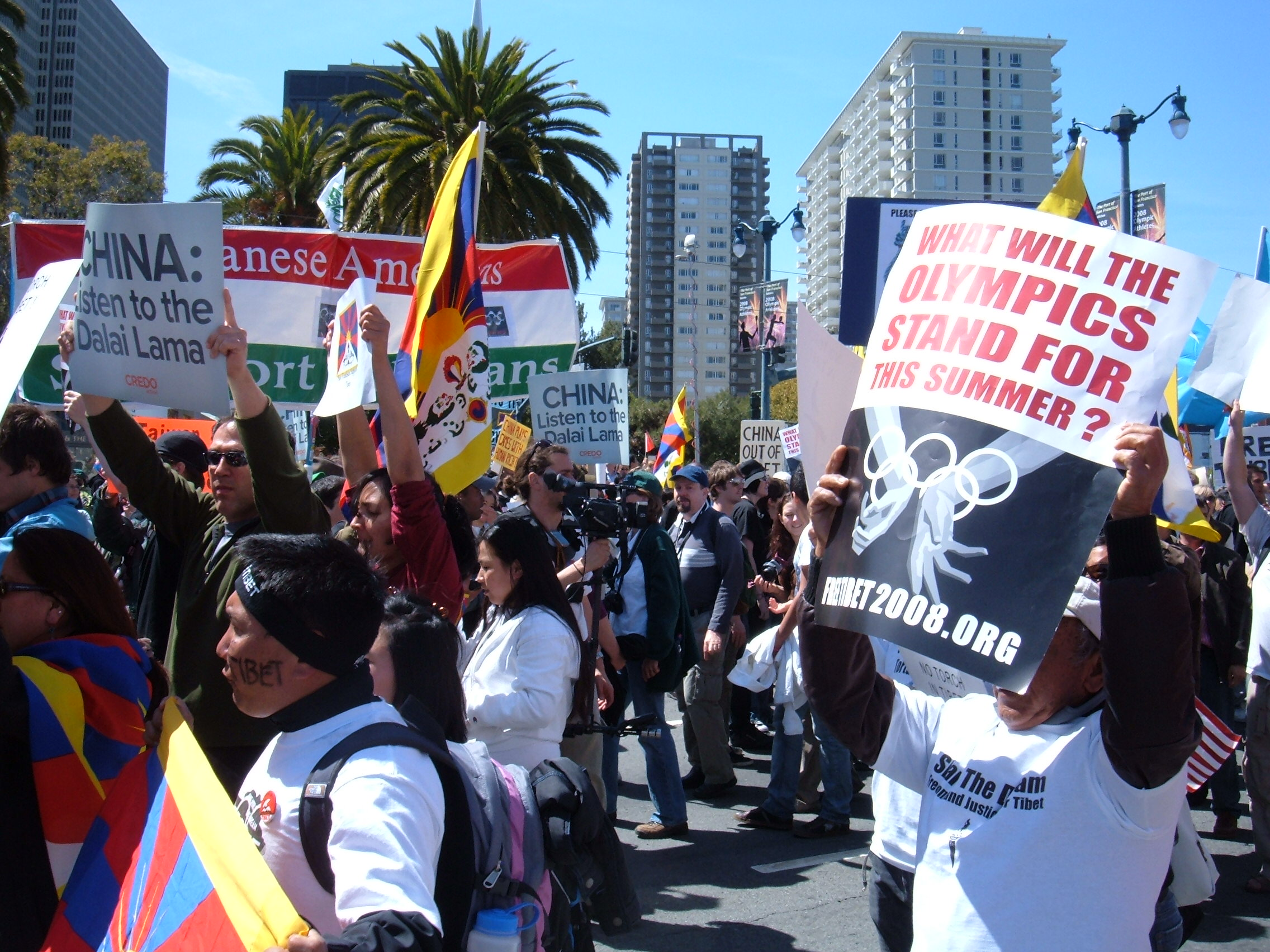
Fakkeltocht door San Francisco

In de jaren 2000 bereidde China zich voor op de Olympische Zomerspelen van 8 tot en met 24 augustus 2008 en wilde met dit evenement tonen dat het een land was dat meetelde in de wereld. Voor Tibet-organisaties was dit eveneens een reden om naar het evenement toe te werken, echter met het doel zo veel mogelijk media-aandacht te genereren voor de mensenrechten in Tibet en de status van het gebied. De ongeregeldheden in Lhasa mondden uit in maanden van onlusten. Daarnaast werd de olympische fakkeltocht van dat jaar in verschillende landen hevig verstoord en in sommige gevallen gedoofd.
Bij het geweld in Lhasa overleden volgens Amnesty International tussen 79 en 140 demonstranten en werden naar schatting tussen de 1200 en 2000 demonstranten opgepakt. De Chinese overheid houdt het op 19 dodelijke slachtoffers. Amnesty International is van mening dat China tijdens de rellen in Tibet maatregelen trof die strijdig zijn met internationale rechten van de mens. Volgens Amnesty International liepen de demonstraties uit de hand, doordat de Chinese autoriteiten de protesten met geweld de kop indrukten. Inwoners werden geïntimideerd en demonstranten zouden willekeurig zijn opgesloten. De Chinese autoriteiten zetten naast de politie het leger in, er werd traangas gebruikt en met scherpe munitie op de demonstranten geschoten. Volgens een Tibetaanse overheidsfunctionaris waren juni 2008 van de 1315 arrestanten 1157 vrijgelaten.
Naar aanleiding van de onlusten werden de executies van twee ter dood veroordeelde Tibetanen uitgevoerd, ondanks protesten van de Europese Unie deze vonnissen om te zetten in gevangenisstraffen. In oktober 2009, tijdens een bezoek van twee medewerkers van de Nederlandse ambassade, was nog steeds sprake van uitgebreide en nadrukkelijke aanwezigheid van politieposten op uitvalswegen.
In juli 2010 sloot Human Rights Watch een omvangrijk onderzoek af met verschillende conclusies die gebaseerd waren op bronnen binnen de overheid zelf en verklaringen van ruim tweehonderd Tibetaanse vluchtelingen en andere getuigen tussen maart 2008 en april 2010. Sophie Richardson, hoofd Azië bij HRW, verklaarde dat er de bereidheid van de autoriteiten was dodelijk geweld te gebruiken tegen ongewapende demonstranten. Het rapport weerlegt naar haar mening de bewering van de Chinese regering dat ze de protesten volgens internationale standaarden en binnenlandse wetgeving hebben aangepakt.
Op 11 oktober 2010 kondigde Peking aan de controle op de boeddhistische kloosters in de Tibetaanse gebieden nog verder te verscherpen, om buitenlandse beïnvloeding en separatisme tegen te gaan en harmonie te bevorderen. In dezelfde maand plande de Chinese overheid verdere inperkingen van onderwijs in het Tibetaans.

#### Zelfverbrandingen sinds 2009
De protesten in 2008 stonden aan de basis van een nieuwe vorm van protest door Tibetanen, namelijk door middel van zelfverbranding. Voor de eerste keer gebeurde dit op 27 februari 2009, toen de 25-jarige monnik Tenpey uit het Kirtiklooster zich in Ngaba (provincie Sichuan) in brand stak uit protest tegen de onophoudelijke verslechtering van de omstandigheden. De zelfverbranding gebeurde enkele weken voorafgaand aan de herdenking van de vlucht van de dalai lama naar India - zie Opstand in Tibet (1959) - toen het de 600 monniken van het Kirtiklooster door de officiële instanties werd verboden de gebruikelijke jaarlijkse festiviteiten rondom Mönlam te vieren. In december 2012 vond de honderdste zelfverbranding plaats. De Chinese autoriteiten verwijten de dalai lama monniken aan te zetten tot de zelfverbrandingen. Lobsang Sangay, de politieke opvolger van de dalai lama zei dat de zelfverbrandingen ontmoedigd worden, "maar als een monnik toch voor die protestvorm kiest, is het voor Tibetanen een 'heilige plicht' om hem te steunen."
Het NOS Journaal vroeg de dalai lama in 2012 naar zijn standpunt en waarom hij de monniken niet oproept ermee te stoppen. Hij antwoordde dat hij het ook niet meer weet. "De moed om je eigen leven te offeren, deze gigantische drama's, pijnlijke ervaringen... Ik zit hier in een vrij land. Dat is heel comfortabel. Moet ik dan zeggen: Jullie moeten dit niet doen? Dat is immoreel."

## Mensenrechten in Nepal
De mensenrechten in Nepal stonden eind 20e, begin 21e eeuw sterk onder druk tijdens de burgeroorlog in Nepal. Dit betekende dat, net als voor Nepalezen, de situatie ook gespannen was voor Tibetanen.
In Nepal is er begin 21e eeuw een toenemende intolerantie tegen de aanhoudende protesten van Tibetanen tegen het Chinese bestuur in de Tibetaanse gebieden in China, die voornamelijk plaatsvonden in de hoofdstad Kathmandu. Betogingen liepen verschillende malen uit op schermutselingen en vernielingen in de buurt van de Chinese ambassade.
De Nepalese regering die ontstond als de alliantie ter verdediging van de democratie, is solidair met het Eén China-beleid van Peking en ziet Tibet en Taiwan als een integraal deel van China. Honderden Tibetanen werden gearresteerd, waarmee het recht op demonstratie sterk werd ingeperkt, volgens Human Rights Watch. Volgens maoïstisch leider Chandra Prakash Mainali liet hij de betogers arresteren, om ambassades en hun personeel te beschermen tegen de betogers. Verder dreigde de Nepalese regering Tibetaanse vluchtelingen te deporteren naar China, indien ze door zouden gaan met hun protesten.